# Loża Kultura
Loża Kultura – warszawska loża wolnomularska.
Powstała w 2009 roku z inicjatywy Wojciecha Giełżyńskiego i Waldemara Gniadka. Loża miała się pierwotnie nazywać Jerzy Giedroyć, jednakże względy formalne wymusiły zmianę koncepcji. Pierwszym Czcigodnym Mistrzem (czyli przewodniczącym) „Kultury” został Wojciech Giełżyński.
Loża „Kultura” posiada uprawnienia do prac w Rycie Francuskim i Rycie Szkockim Dawnym i Uznanym. Przez pierwsze dziesięć lat istnienia Loża „Kultura” pracowała w Rycie Francuskim, po czym w 2019 roku rozpoczęła prace w Rycie Szkockim Dawnym i Uznanym (RSDU).
Od początku swojego istnienia „Kultura” należała do Wielkiego Wschodu Polski, obediencji skupiającej loże liberalne. W 2013 roku loża odeszła z Wielkiego Wschodu Polski i pozostawała poza jakimikolwiek obediencjami aż do 2017 roku, gdy wraz z czterema innymi lożami powołała nową obediencję liberalną Wielki Wschód Rzeczypospolitej Polskiej. 
10 września 2020 roku w drodze głosowania została podjęta decyzja o wystąpieniu S:. i D:. Loży Kultura na Wschodzie Warszawy z Wielkiego Wschodu Rzeczpospolitej Polskiej.
Czcigodnym Mistrzem od roku 2019 jest Waldemar Gniadek.
Członkowie loży spotykają się raz w miesiącu, ponadto loża prowadzi również „białe prace” dla osób nie będących członkami loży, organizując wykłady i prelekcje.